# Approccio One Health

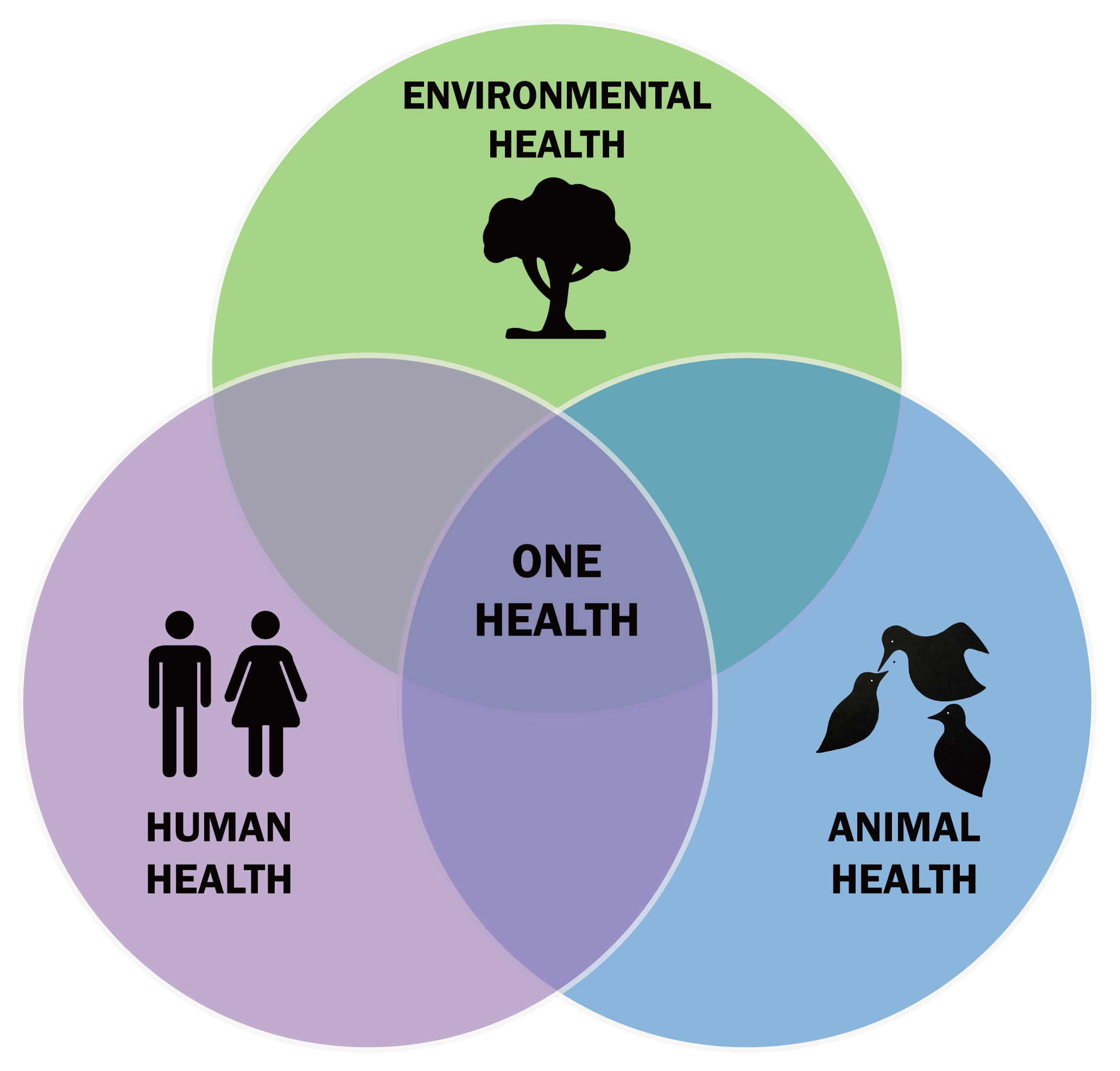
L'approccio One Health si trova all'intersezione tra salute umana, salute animale e salute ambientale.

L'approccio One Health è un tipo di approccio metodologico di tipo olistico, che consiste nel considerare importante la salute globale del pianeta al pari di quella dei singoli individui, pertanto si propone di affrontare le problematiche con collaborazioni interdisciplinari.
Nel 2017 l'Organizzazione mondiale della sanità lo ha ufficializzato con un comunicato.